# Pallagorio
Pallagorio (albanès Puheriu) és un municipi italià, dins de la província de Crotona. L'any 2007 tenia 1.627 habitants. És un dels municipis on viu la comunitat arbëreshë. Limita amb els municipis de Campana (CS), Carfizzi, Casabona, San Nicola dell'Alto, Umbriatico i Verzino.

## Evolució demogràfica
| Període | Identitat         | Partit   |
| ------- | ----------------- | -------- |
| 2006-   | Francesco Rizzuti | L'Unione |